# Vincențiu Babeș
Vincențiu Babeș (n. 21 ianuarie 1821, Hodoni, România – d. 22 ianuarie 1907, Budapesta, Austro-Ungaria) a fost un avocat, profesor, ziarist, și om politic român din Banat, unul din membrii fondatori ai Academiei Române.

## Biografie

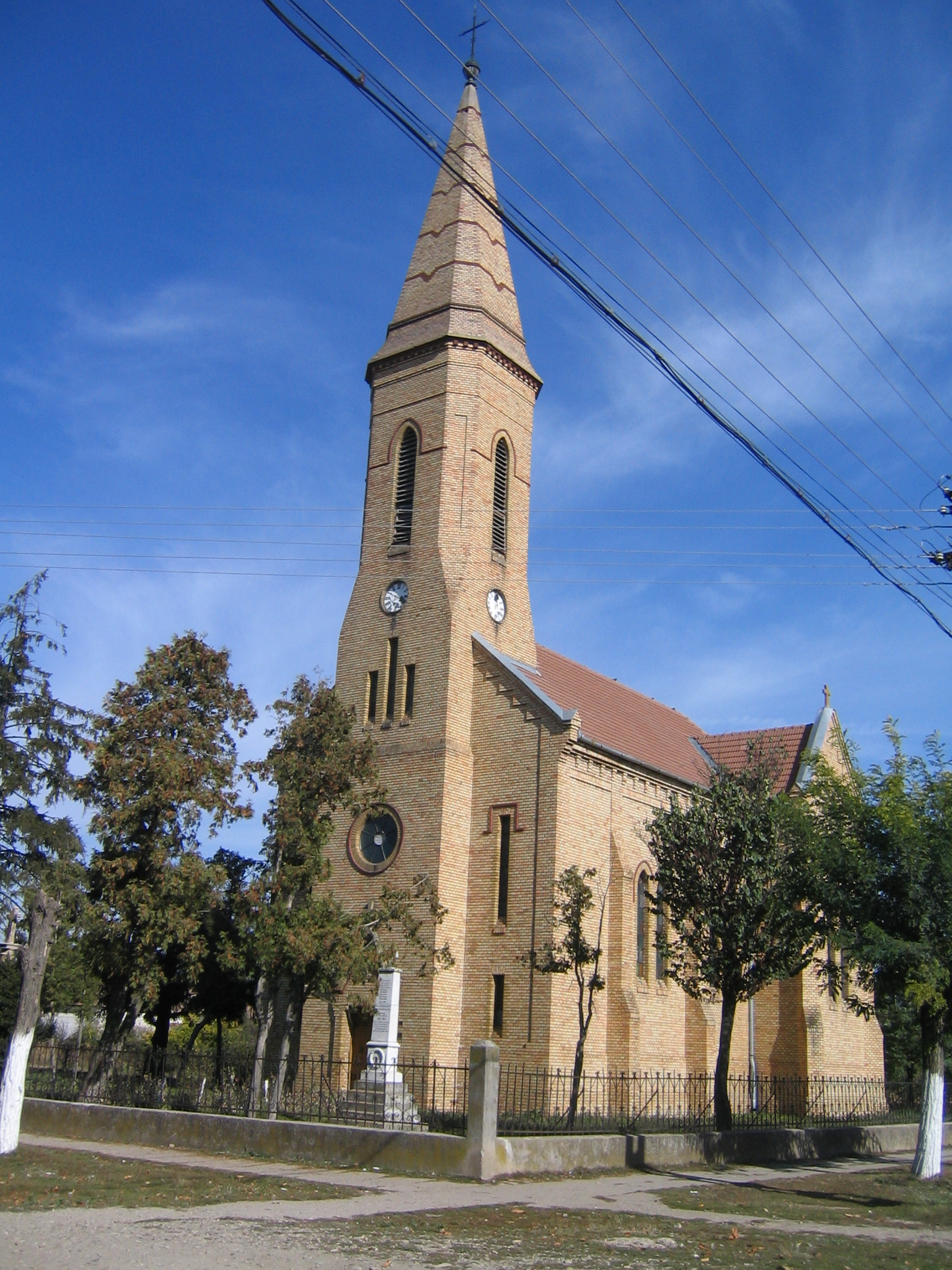
Hodoni, biserică

Vincențiu a fost fiul lui Gheorghe Crâșmarul, țăran gospodar din Moșnița, care a murit pe când băiatul era încă mic. Bunicul său, Mitra Babeș, neavând copii, l-a adoptat și i-a dat numele său.
Mitra Babeș era un cărturar cunoscut și avea legături cu Dimitrie Țichindeal. A avut gândul de a-l face preot. După sfârșirea cursurilor primare Vincențiu a vizitat liceul cu predare în limba germană întâi în Timișoara, apoi în Szeged, unde a luat bacalaureatul în 1841. După aceea a urmat cursurile de teologie la Carloviț și la Seminarul din Arad. Pe când se apropia de devenirea sa ca preot, Vincențiu Babeș renunță la această cale și se îndreaptă către studiul dreptului, pentru care se înscrie la Facultatea de Drept a Universității din Pesta.

### Juristul
În anul 1848, obținând diploma de avocat, Babeș s-a înapoiat la Arad, unde a funcționat întâi ca profesor și apoi ca inspector al școlilor românești. Tot în acea vreme a fost trimis la Viena cu alți bărbați de încredere, în deputațiune pentru apărarea intereselor Diecezei Aradului și ale poporului românesc de la Mureș și Criș. Acolo a rămas pentru ani. La sfârșitul lui 1849 a fost redactor și translator al textului românesc la gazeta oficială în care erau publicate textele de legi imperiale. În 1851 a fost numit grefier la una dintre secțiile Curții de Înaltă Casație și Justiție din Viena. În anul 1859 a primit rangul de consilier privat, iar în 1860 a fost numit secretar al Curții.
În anul 1862 a fost transferat la Budapesta în funcția de judecător la Curtea Supremă a Ungariei. Din 1863-1869 a fost președinte al Curtea Supremă a Ungariei⁠(en)[traduceți]. În 1869 și-a deschis un birou de avocatură în oraș. A ieșit după un serviciu de 22 de ani, pe motive politice.

### Politicianul

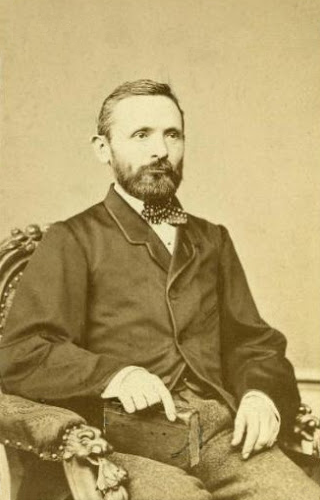
Parlamentar în Dieta de la Buda

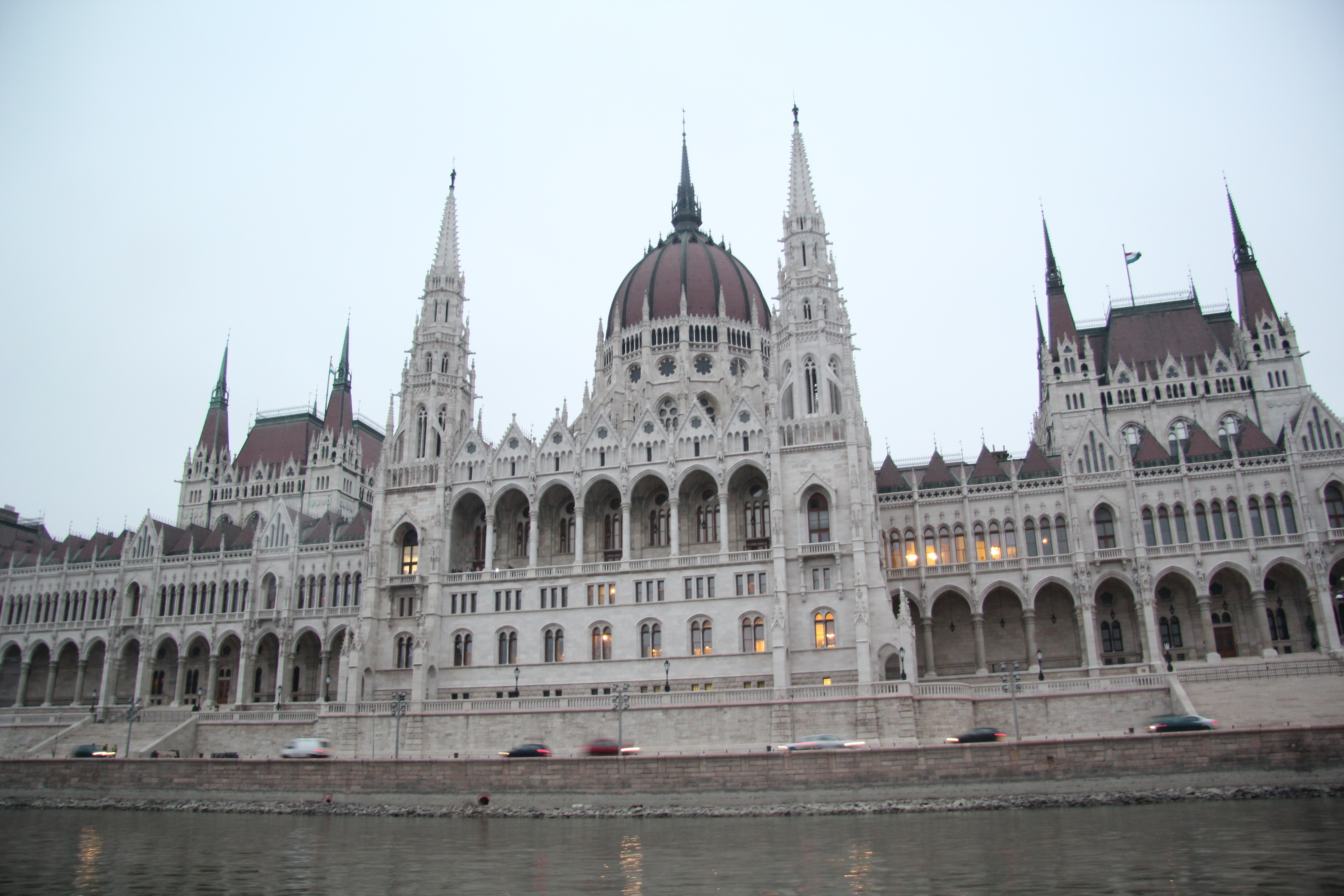
Parlamentul la Budapesta

Juristul a luptat în cursul unei perioade de aproape 30 de ani pentru drepturile naționale ale românilor din Transilvania, ales de patru ori deputat în dieta de la Budapesta, în care a apărat cauza națiunii române prin numeroase interpelări și discursuri. Cele mai însemnate dintre acestea aveau ca obiect Uniunea Ardealului cu Ungaria, școală și biserica română, legea naționalităților și toate chestiunile vitale ale naționalităților, sprijinind punctul său de vedere cu o logică și o energie, pentru care a fost adesea chemat la ordine. Cuvântările sale sunt modele de oratorie. Așa de exemplu a fost ales încă înaintea alegerii fostului general austriac și patriot român Traian Doda (10 ianuarie 1874). Babeș a primit mandatul în Camera Deputaților din Ungaria în circumscripția Biserica Albă pe 14 noiembrie 1873, votat de majoritatea populației locale românești.
La 23 februarie 1869 a avut loc la Miercurea Sibiului o conferință națională a fruntașilor politici ai românilor transilvăneni, printre ei și Babeș, la care a fost creat „Partidul Național Român din Transilvania”. La 22 martie 1869 partidul a fost interzis de autorități, întrucât, potrivit prevederilor legii naționalităților, singura națiune existentă în Ungaria era cea maghiară, nici o naționalitate neavând dreptul să se constituie într-un „partid național”.
A fost unul dintre fondatorii Partidului național român din Transilvania în decursul memorabilei conferințe naționale ținută în Sibiu de la 12 până la 14 mai 1881, al cărui președinte a fost între 1891 și 1892. După acea s-a retras din politică.
A luat de asemenea o parte însemnată la reîntemeierea și organizarea Mitropoliei Ardealului, sub arhiepiscopul Andrei Șaguna, fiind unul din sprijinitorii de frunte ai acestei idei. Apropiat al lui Procopie Ivașcovici, Vincențiu Babeș a fost referentul comisiunii care s-a deplasat la Patriarhia de Carloviț pentru aplanarea neînțelegerii dintre românii și sârbii din Ungaria, privitor la fondurile și averile bisericilor și mănăstirilor. În sinoadele și congresele bisericii ortodoxe române a avut totdeauna un loc de vază și o înrâurire importantă asupra mersului vieții bisericești și școlare.

### Literatul

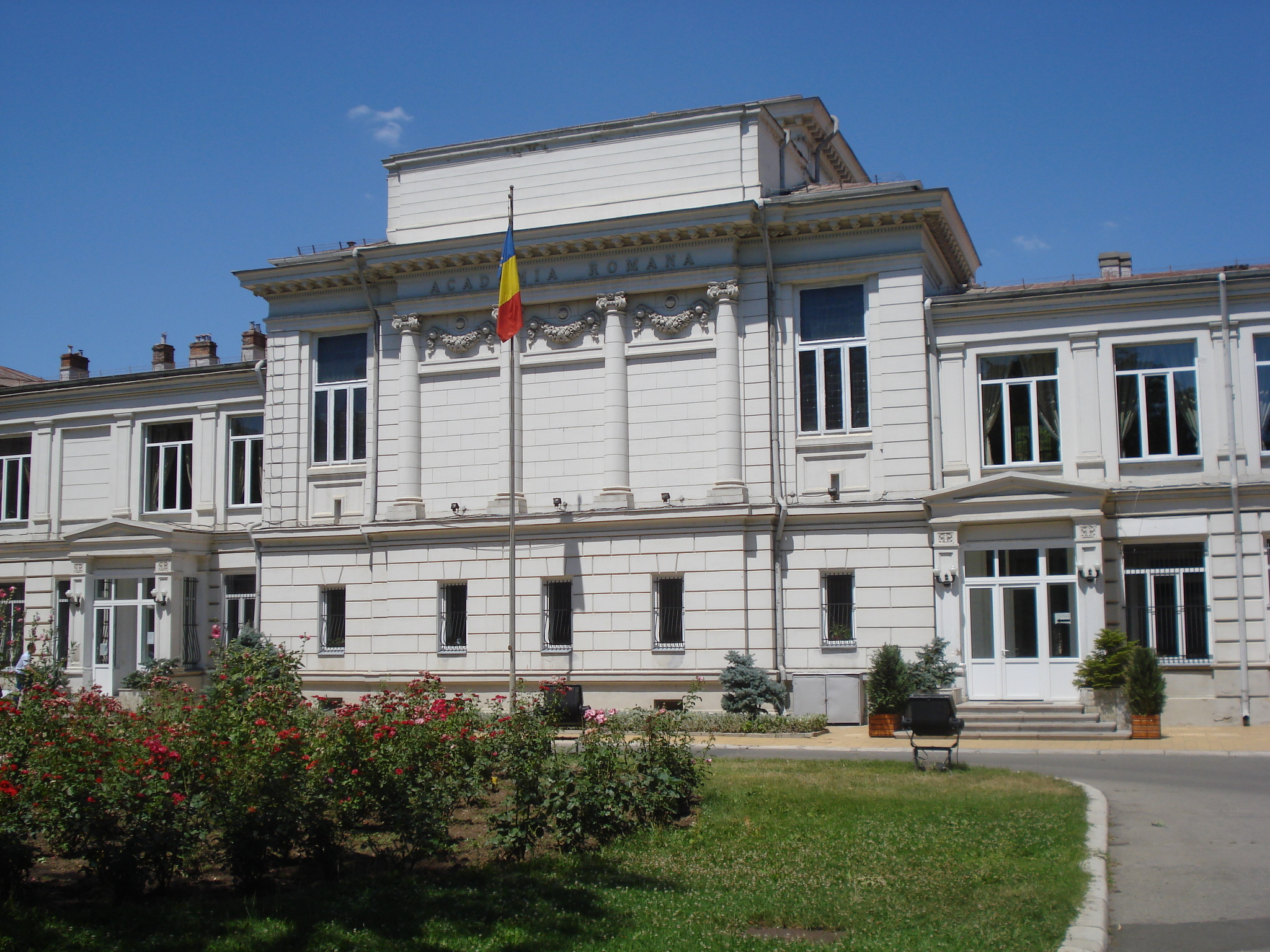
Academia Română

În anul 1860 redactează broșura „Chestiunea limbilor și naționalităților din Austria scrisă de către un român”, care a făcut furori în cercurile politice ale monarhiei și l−a propulsat instantaneu pe scena politică.
Vincențiu Babeș a fost unul din membrii fondatori ai Academiei Române la 1 aprilie 1866. A făcut numeroase rapoarte asupra multor chestiuni istorice și de literatură folcloristică, între care amintesc pe acela asupra lui Avram Iancu de Aron Crainic, dovedind că e un bun cunoscător al mișcărilor sociale din 1848 și al istoriei poporului român. De asemenea, a contribuit la lucrările diferitelor comisii. În chestiunea dicționarului susținea împreună cu colegii ardeleni «forma clasică în limba noastră», adică menținerea unor terminații în una, dar era în contra abuzului lor.
Tot în 1866, la Viena, a fost înființat - de către frații Mocioni - și pus de la început sub direcția lui Vincențiu Babeș, ziarul „Albina”. Ziarul a apărut timp de zece ani și a fost o școală de jurnalism pentru mulți gazetari români. În paginile ziarului au publicat Iulian Grozescu, Pavel Vasici-Ungureanu, Simeon Mangiuca, Mihai Eminescu, V. A. Urechia, Visarion Roman, Gruia Liuba Murgu și mulți alții. Vincențiu Babeș a fost mult timp editorul publicației, care avea ca scop declarat de a susține cauza românească chiar în capitala regatului Ungariei, unde posibilitățile de informare erau cele mai bune, contactul cu cercurile politice cel mai ușor de făcut și unde se putea feri de ostilitatea maghiară, a cărei tendințe politice le combătea.
Vincențiu Babeș a colaborat la numeroase gazete, dar cea mai mare parte din activitatea sa gazetărească a desfășurat-o în paginile „Albinei”. După ce s-a retras din viața politică s-a dedicat studiilor istorice. A scris o istorie bisericească, rămasă în manuscris.

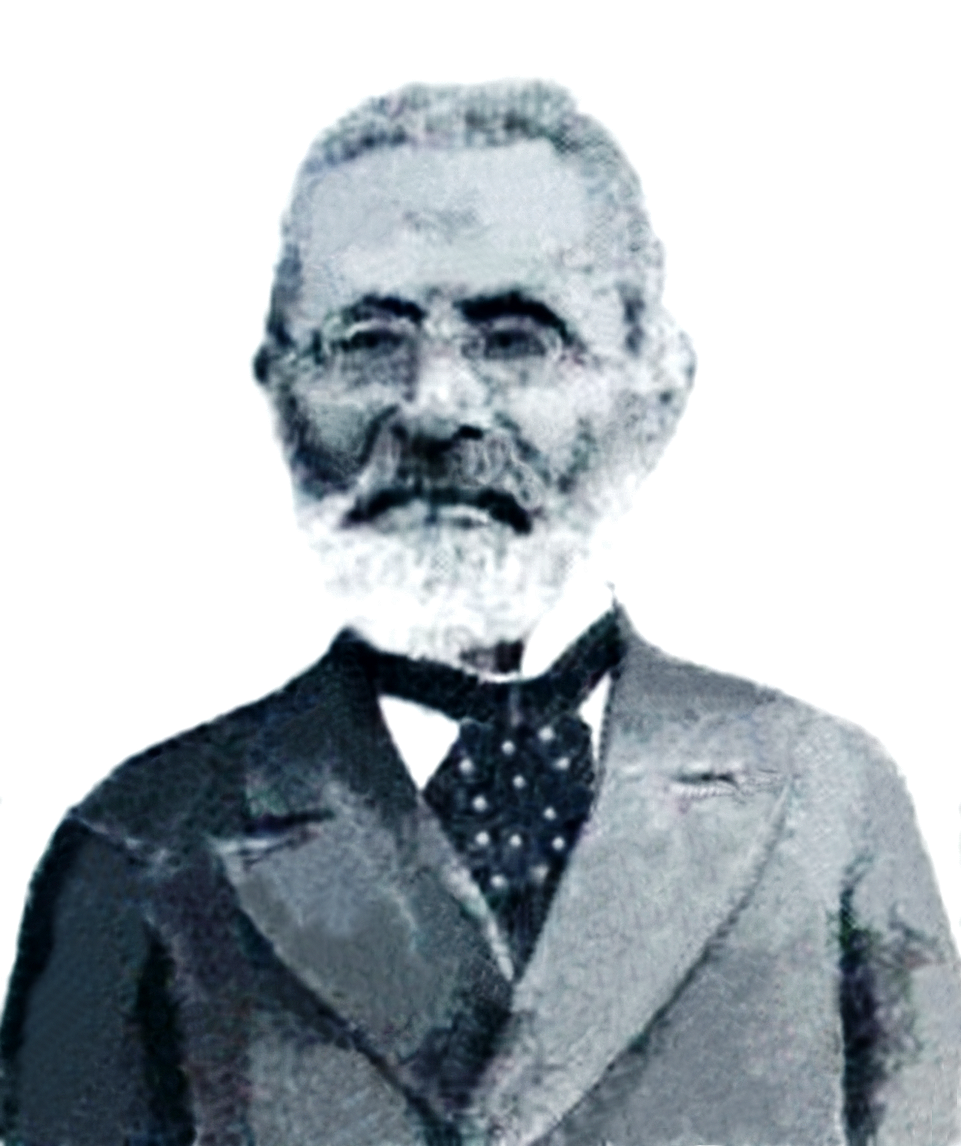
Vincențiu Babeș după 1900

## Familia
Babeș s-a căsătorit în anul 1851 la Viena cu Sophia Goldschneider (după alții: Zuckor). Cei doi au avut nouă copii. Cel mai renumit fiu al lor a fost bacteriologul și morfopatologul român, membru al Academiei Române, Victor Babeș (1854-1926).. Primul lor copil a fost chimistul Aurel (n. 1853, Viena), care a semnat mai multe lucrări de specialitate. Fiul acestuia, Aurel Alexandru (1886-1962), nepotul lui Vincențiu, a fost și el un chimist cunoscut care a contribuit în mod important la descoperirea testului pentru detecția și prevenirea cancerului cervical și a altor boli ale aparatului reproducător feminin, care acum se numește Papanicolau. În România se vinde sub numele Babeș-Papanicolau.
Școala gimnazială nr. 21 din Timișoara poartă numele marelui patriot în memoria lui.